# Conseil supérieur des personnels médicaux, odontologistes et pharmaceutiques des établissements publics de santé
 (août 2020).
Le Conseil supérieur des personnels médicaux, odontologistes et pharmaceutiques des établissements publics de santé est  une instance consultative créée par la loi du 26 janvier 2016 de modernisation du système de santé français et réellement mise en place en juillet 2019.  Il examine toute question relative aux personnels médicaux, odontologistes et pharmaceutiques.  

## Historique
Édouard Couty avait noté dans le Pacte de confiance pour l’hôpital l’absence d’une instance nationale de dialogue social pour les personnels médicaux. La création de Conseil supérieur répond à ce constat.

## Missions
Le Conseil supérieur examine toute question relative aux personnels médicaux, odontologistes et pharmaceutiques dont il est saisi soit par les ministres compétents, soit à la demande écrite du tiers de ses membres à voix délibérative. Il formule, le cas échéant, des propositions.
Le Conseil est saisi pour avis des projets de loi et  des projets de décret  relatifs à l'exercice hospitalier des personnels et des projets de statuts particuliers qui leur sont applicables.

## Composition et organisation
Le conseil supérieur est composé de vingt-cinq membres titulaires, dont 15 représentants élus des personnels, 7 représentants des établissements publics de santé désignés par les organisations les plus représentatives des établissements, 3 représentants des ministres concernés.
Il est présidé par une personnalité qualifiée, nommée par arrêté du ministre chargé de la santé.
Le conseil siège en assemblée plénière et dans les formations spécialisées : une commission est chargée de l'examen des projets de texte relatif au personnel ; une commission est chargée de l'examen des questions relatives à la prévention des risques professionnels, à la santé au travail et à la qualité de vie au travail ; une commission est chargée de l'examen des questions relatives à la gestion prévisionnelle des métiers et des compétences, aux parcours professionnels et à la politique de développement des compétences tout au long de la vie professionnelle.
Le secrétariat du Conseil supérieur est assuré par la direction générale de l'offre de soins.